# Expédition du Nadjd
Guerre saudi-ottomane (en)
L'expédition de Nadjd (en turc Nejd Seferi) est une campagne de l'Empire ottoman menée par Ibrahim Pacha contre le Premier État saoudien entre 1817 et 1818.
Cette expédition a commencé à l'est de Médine et traversé le village de Mawiya, la ville d'Ar Rass, le village d'Al Khabra, la province d'Unaizah et la ville de Buraydah, jusqu'à atteindre la capitale saoudienne, Dariya, en avril 1818. Après un siège de plusieurs mois, l'émir Abdellah ben Saoud a été contraint à la reddition (septembre 1818). Il a été envoyé à Constantinople, où il a été rapidement décapité sur ordre du sultan Mahmoud II, en partie en punition du sac de Kerbala par les Saoudiens en 1802. Dariya a été rasée.